# Coumba Ndoffène Bouna Diouf
 (avril 2022).
Si vous disposez d'ouvrages ou d'articles de référence ou si vous connaissez des sites web de qualité traitant du thème abordé ici, merci de compléter l'article en donnant les références utiles à sa vérifiabilité et en les liant à la section « Notes et références ».
Coumba Ndoffène Bouna Diouf,  Inspecteur du trésor de Classe Exceptionnelle, né le 15 janvier 1948 à Fatick, est un homme politique sénégalais, ancien Ministre de la République, ancien député, rapporteur général de la Commission des finances de l'Assemblée Nationale du Sénégal et ancien Président du Conseil régional de Fatick.

## Biographie
D'origine sérère, de la famille de Bour Sine, Coumba Ndoffène Bouna Diouf est titulaire d'une maîtrise en sciences économiques (1975) et du diplôme de l'École nationale d'administration et de magistrature (ENAM), option trésor en 1978.
Entre 1978 et 1983, il commence sa carrière dans l’administration sénégalaise en tant qu’ inspecteur des opérations financières auprès des ministères de la Justice, des Affaires Étrangères, du Plan, de la Culture, de l’Éducation Nationale, du Secrétariat d’État à l’Enseignement Technique et à la Formation Professionnelle.
En 1983, il est nommé directeur des Affaires Administratives et Financières du Ministère des Affaires Étrangères avant de rejoindre en 1986 le poste d’Inspecteur des Opérations Financières auprès des Ministères de l’Équipement, de l’Hydraulique, de l’Urbanisme et de l’Habitat poste qu’il occupera jusqu’en 1990.
Le 27 mars de la même année, il entre à 42 ans, au Gouvernement du Sénégal au poste de Ministre Délégué auprès du Président de la République Chargé des Relations avec les Assemblées.
de 1993 à 1998, il rejoint l’Assemblée Nationale et durant cette IXe législature, il y occupe le poste de Rapporteur Général de la Commission des Finances.
Élu Président du Conseil Régional de Fatick en 2009, il termine son mandat en 2014.